# Carouge
Carouge é uma cidade do cantão de Genebra na Suíça e separada dela pelo rio Arve que faz parte da República e Cantão de Genebra desde 1816. Muito apreciada bela pelo seu aspecto característico de localidade sarda. Tem  como  comunas limitrofes: Genebra, Lancy, Plan-les-Ouates, Troinex e Veyrier.
Atualmente Carouge continua a manter um aspecto Mediterrâneo tanto na arquitectura em geral como na convivialidade dos seus habitantes . 

## Origens
O Tratado de Turim, de 3 de junho de 1754, entre o Reino de Sardenha e a República de Genebra, marca o fim das lutas, entre a Casa de Saboia e Genebra, e o seu nascimento da cidade. Com o apoio da Saboia, Carouge desenvolve-se rapidamente, sobretudo graças à visão de Pierre-Claude de la Fléchère, Conde de Veyrier e representante local do Ducado de Saboia, que logo se apercebera do  interesse geoestratégico da cidade e solicitara a Victor Amadeu III, rei da Sardenha e duque de Saboia, privilégios que permitissem o desenvolvimento da localidade, notadamente atraindo estrangeiros. Em 1777, Carouge obtém a permissão de realizar duas feiras anuais e um mercado semanal. Sua população passa de mil habitantes.  

## História
Carouge foi fundada por  Vítor Amadeu III da Sardenha, descendente dos  duques de Saboia e predecessor dos futuros reis da Itália. Depois de ter desejado longamente Genebra e esperado fazer dela a sua capital, a Casa de Saboia, em razão da derrota de L'Escalade (1602) e do Tratado de Saint-Julien, teve de reconhecer a independência de Genebra. Vítor Amadeu optou então por uma outra estratégia - a de fundar uma cidade às portas daquela que não conseguira conquistar, do outro lado do Arve, com a finalidade de lhe fazer concorrência  .

## De burgo a cidade
Vítor Amadeu chama os arquitetos de Turim, então capital do Reino do Piemonte-Sardenha, para edificar a nova cidade. A pequenina aldeia, que contava então 17 casas, transforma-se numa  pequena cidade de extraordinária harmonia arquitetural. Declarada "Cidade Real" em 1786, Carouge povoa-se rapidamente, o que não é obra do acaso mas sim do desejo de Vítor Amadeu de torná-la rival de Genebra - razão pela qual, entre outras coisas, abole as portagens nas terras da Saboia, de modo a incitar as pessoas a se fixarem na nova cidade e não atravessar o Arve para pagá-las em Genebra .  Em 1777, Carouge obtém autorização para realizar duas feiras anuais e um mercado semanal.
Pelo édito de 2 de Maio de 1780, Carouge torna-se a capital da província do mesmo nome, com um número de habitantes próximo dos 3 000, e o burgo recebe  a 31 de Janeiro de 1786 o brasão  ao aceder ao estatuto de cidade por carta real.

## Carouge, a liberal
A particularidade de Carouge é a de ser um ilha de liberalismo largamente apoiada pelo poder de Turim, que não só lhe acordando privilégios particulares e únicos dentro do reino, como aceitar a vinda de inúmeros estrangeiros de todas origens e religiões a fim de favorecer o desenvolvimento económico da província e fazer concorrência a Genebra. Assim, os francomaçãos aparecem por volta de 1777, dois anos depois dos protestantes que obtêm a tolerância cívica e religiosa em 1783, e é autorizando a um Pastor protestante exercer em Carouge, quando a cidade é católica. Em 1779 os Judeus principalmente da Alsácia são largamente aceites e é-lhes autorizada a edificação de uma sinagoga. Todas estas acções - basicamente novas para a época -  são apoiadas por Pierre-Claude de la Fléchère.
Em 1787, Victor-Amédée III proclama o Édito da Tolerância que permite, principalmente aos judeus, beneficiarem da aplicação dos direitos comuns e term inteira liberdade de culto, caso rarissimo na história da Europa, os  francomaçãos com lojas maçónicas, os protestantes com templos protestante e os judeus com sinagogas .

## Uma cidade sob ocupação francesa
Em 1789, os efeitos da Revolução Francesa se fazem sentir. Para prevenir qualquer perturbação, a guarnição da cidade passa de 144 para 650 homens. Tal medida de segurança surte efeito por algum tempo, mas os dias de  Carouge, a  sarda,  estavam contados. Em 2 de outubro de 1792, tropas francesas, em marcha para a "campanha da Itália", penetram sem resistência na província de Carouge, anexando-a ao novo departamento do Monte Branco, do qual Chambéry é designada a capital. Em seguida, as tropas seguem para o novíssimo departamento do Leman, criado em 1798, do qual Genebra -  primeiramente ocupada e depois anexada- se torna a sede administrativa. Carouge continuará sob ocupação francesa até a sua libertação, pelos austríacos, em setembro de 1814.

## Uma cidade suíça
Após um  período movimentado, durante o qual Carouge tornar-se-á novamente sarda, sob o tratado de paz de 30 de maio de 1814; depois, reocupada  brevemente pelos franceses, durante os  cem dias de retorno de Napoleão; de novo, sarda, após a derrota de Napoleão em Waterloo, e finalmente cedida ao cantão de Genebra, pelo duque de Saboia à república e novo cantão de Genebra, conforme o Tratado de Turim de 16 de março de 1816,  juntamente com 19 outras do ducado de Saboia, como contrapartida da neutralidade helvética nas zonas francas da Saboia. 12 comunas francesas  serão também cedidas pela França ao novo cantão suíço de Genebra, a título de indenizações de guerra. O cantão se havia juntado à Confederação suíça por ocasião dos tratados de Paris, em 1814, e de Viena, em 1815.
A cessão é acompanhada de uma pequena zona franca excluída dos direitos aduaneiros sardos. Atualmente, uma praça de Carouge chama-se  Praça da Sardenha 

## Imagens

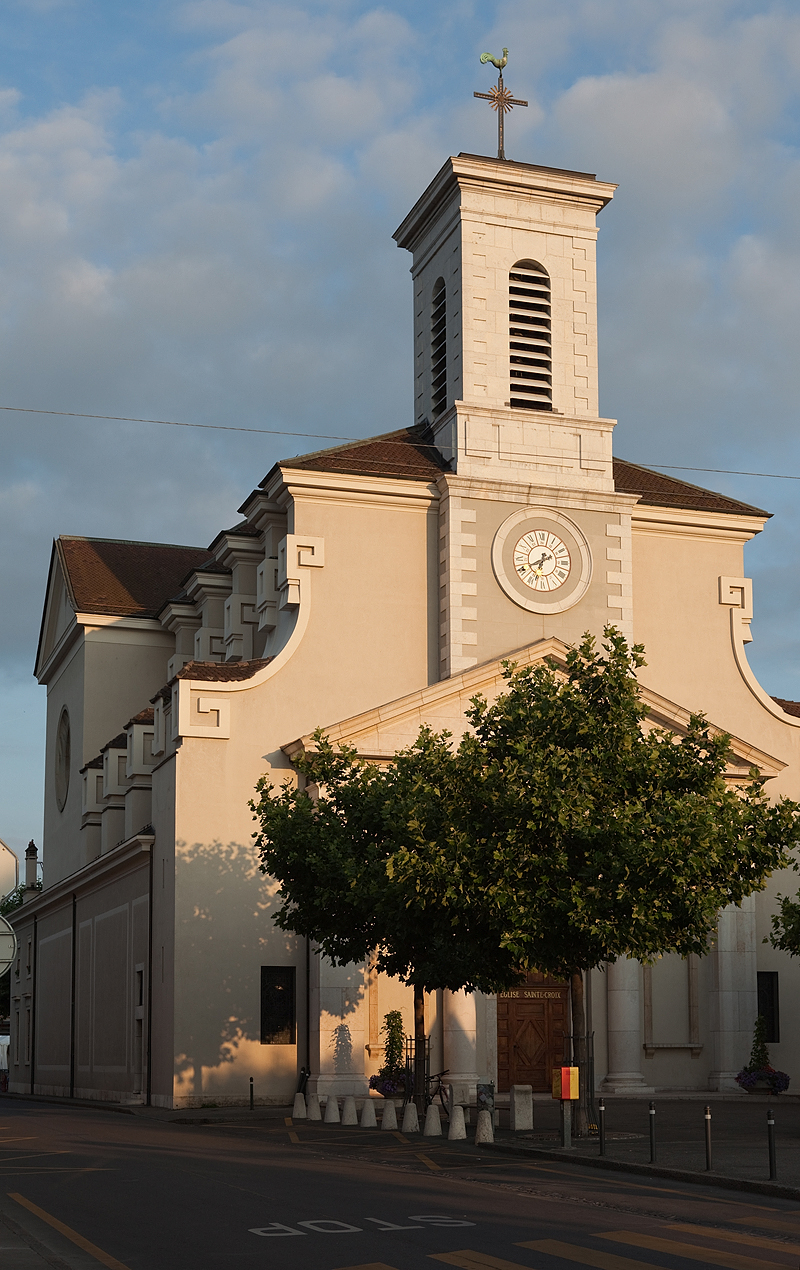
A igreja de São Victor, Carouge
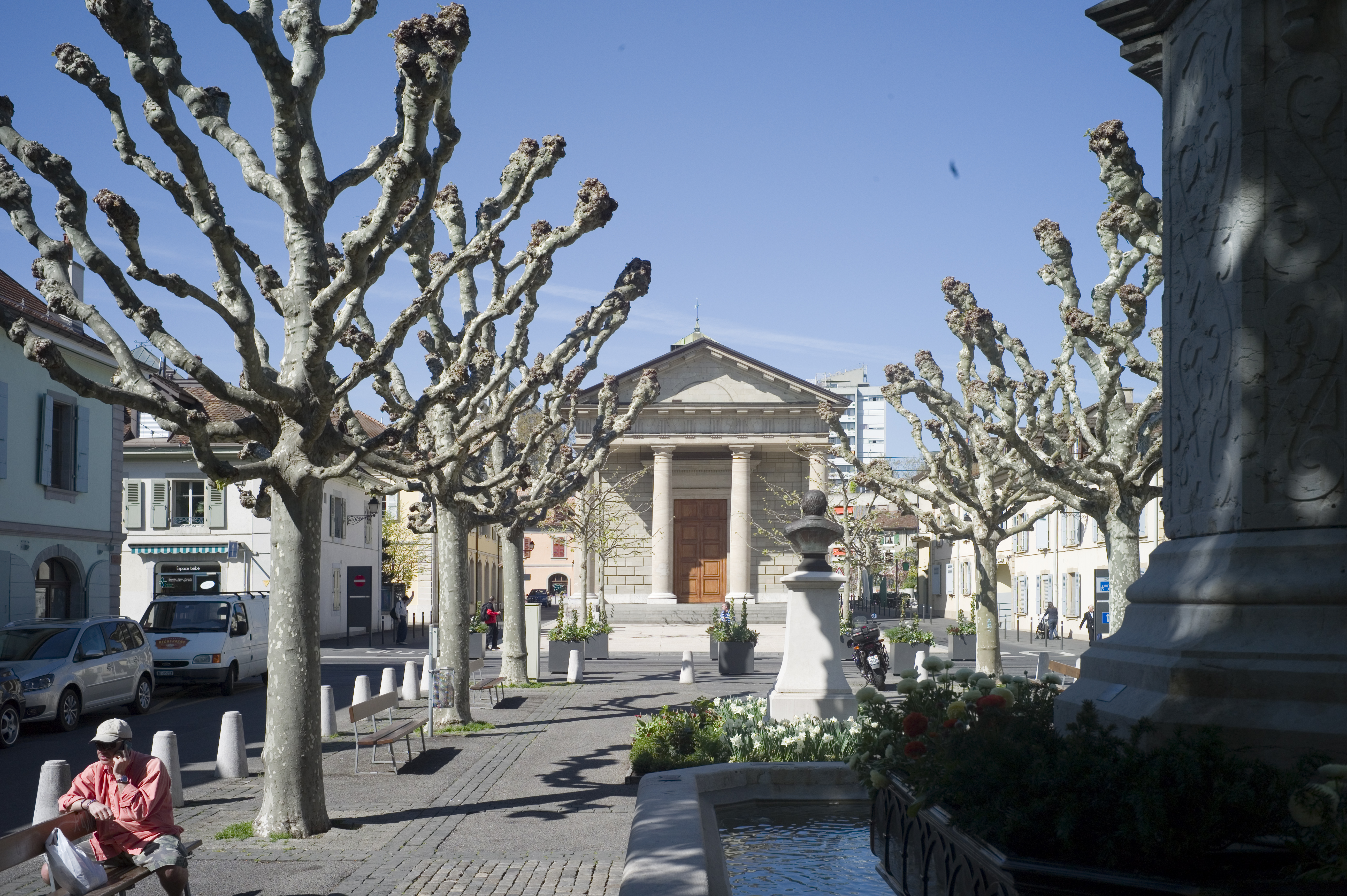
Praça do Templo
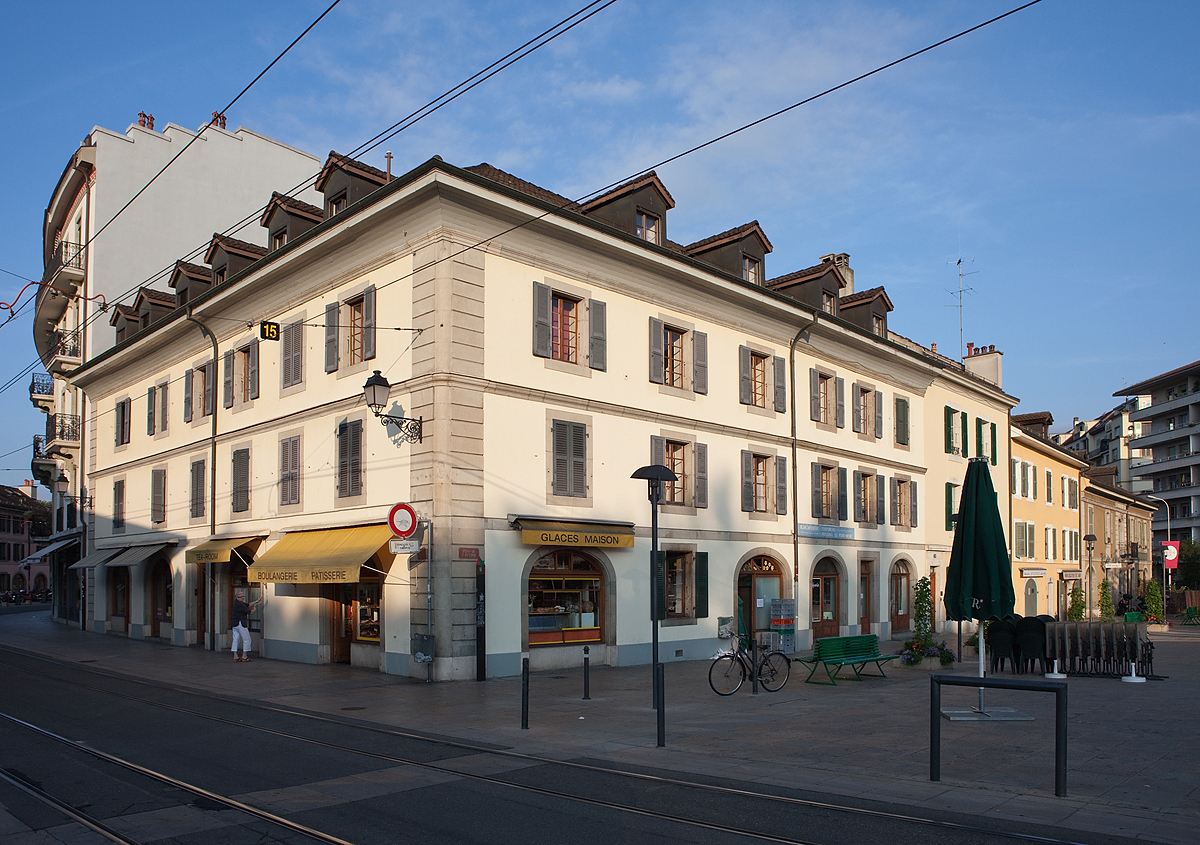
Edifício tipo de Carouge
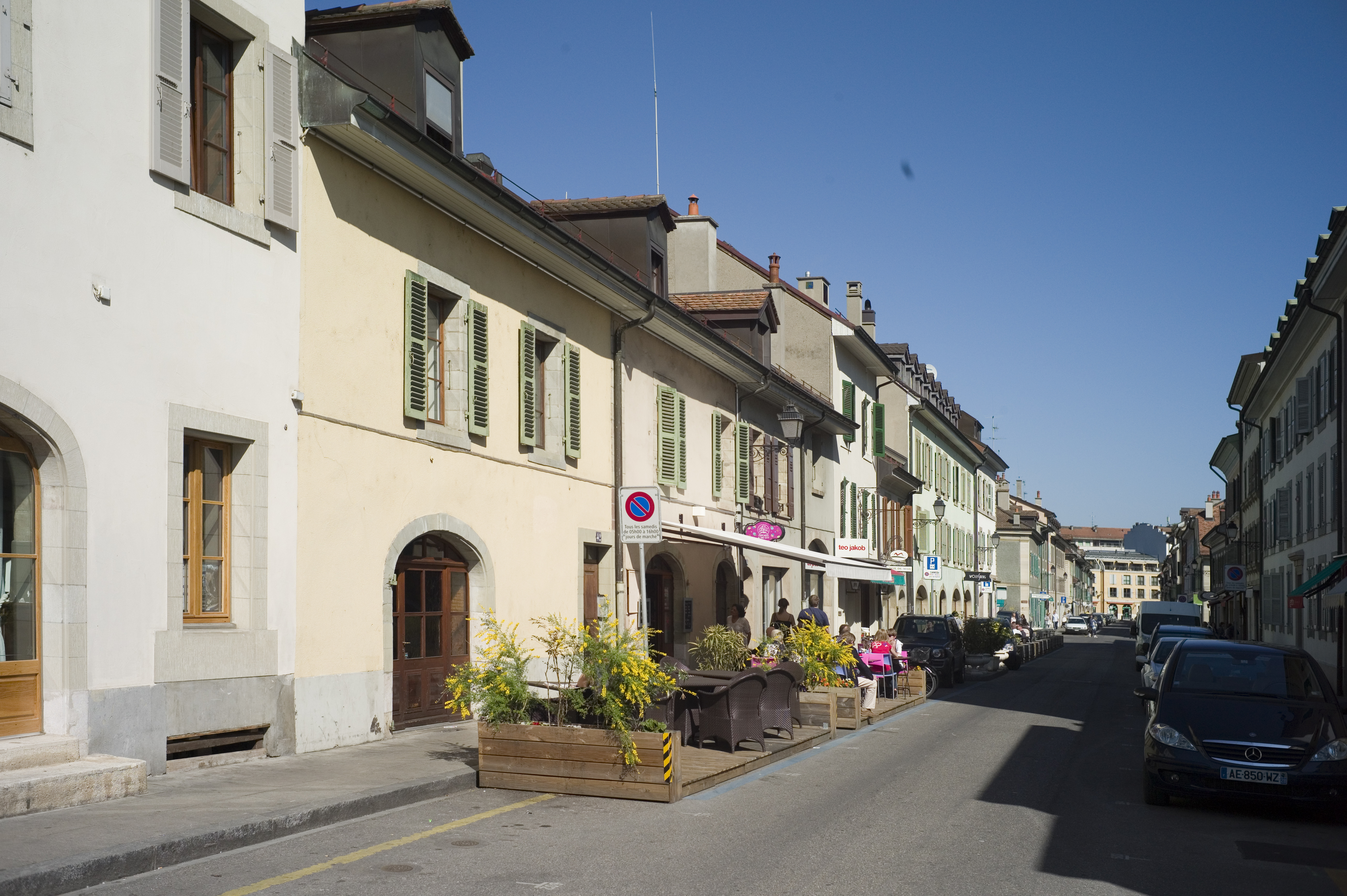
Rua Saint Joseph
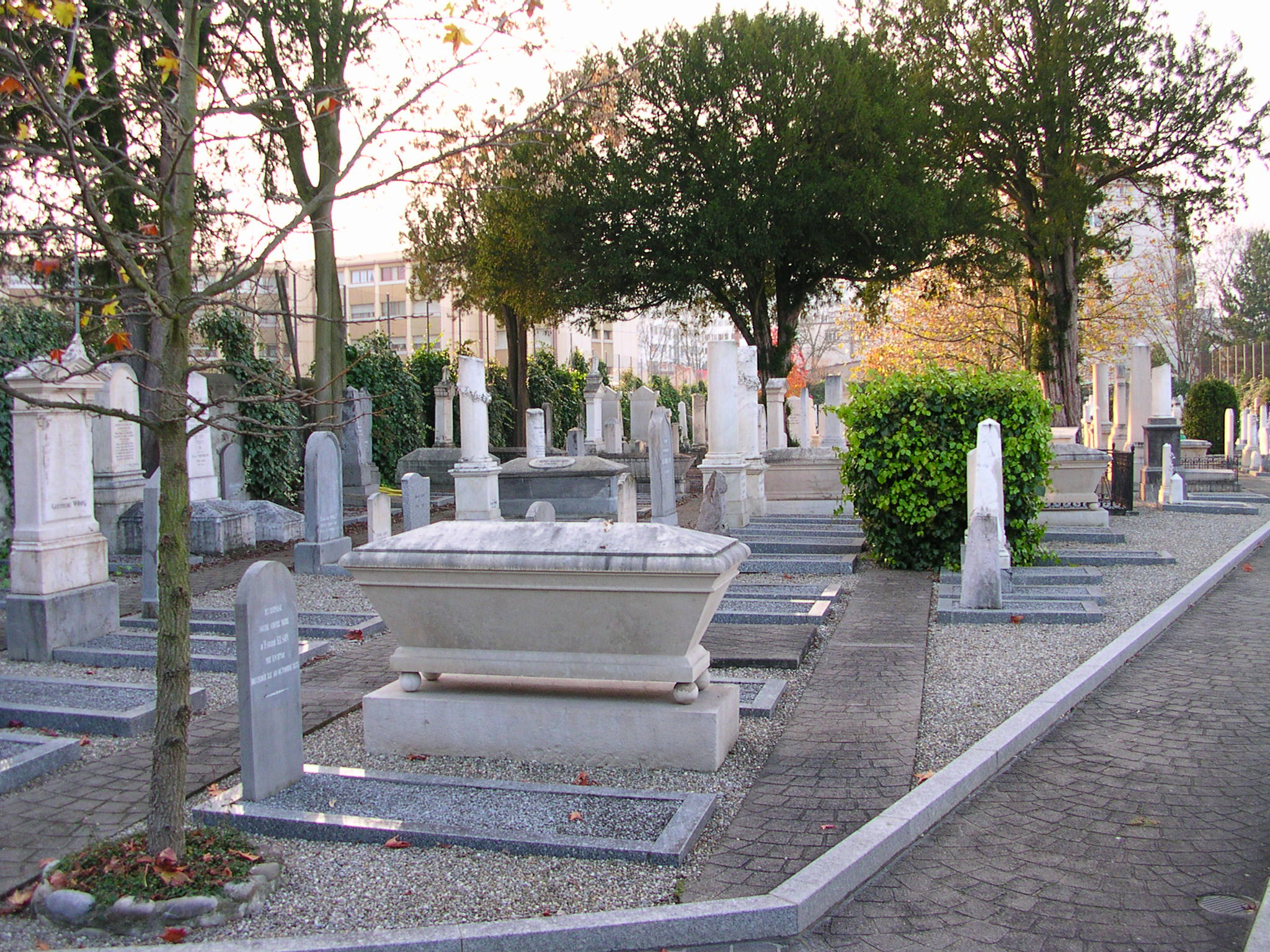
Cemitério Judeu
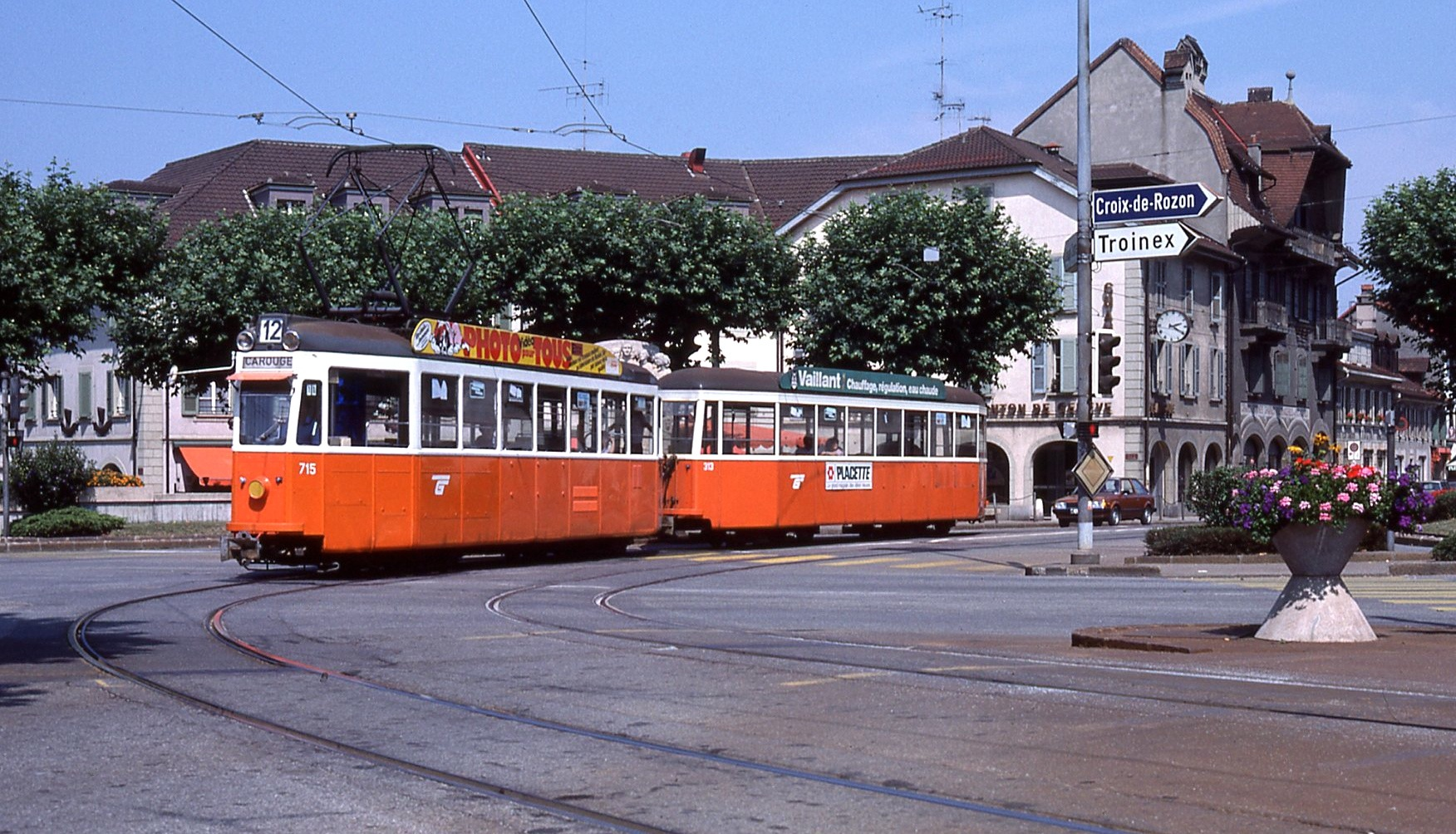
Tram em Carouge, linha 12.
- Ficheiro:From Wikimedia Commons, the free media repository